# Wereldkampioenschap racketlon
Het wereldkampioenschap racketlon  wordt sinds 2001 jaarlijks georganiseerd door de Federation of International Racketlon (FIR). 

## Erelijst
Het overzicht is onderverdeeld in de zes onderdelen in het racketlon, mannen enkel en dubbel, vrouwen enkel en dubbel, gemengd dubbel en nationaal team.

### Mannen enkel
| Jaar | Plaats         | Goud              | Zilver            | Brons                       |
| ---- | -------------- | ----------------- | ----------------- | --------------------------- |
| 2001 | Göteborg       | Mikko Kärkkäinnen | Toni Kemppinen    | Mats Källberg/ Roland Helle |
| 2002 | Göteborg       | Magnus Eliasson   | Mats Källberg     | Staffan Ericsson            |
| 2003 | Göteborg       | Magnus Eliasson   | Stefan Adamsson   | Roland Helle                |
| 2004 | Wenen          | Magnus Eliasson   | Roland Helle      | Mikko Kärkkäinnen           |
| 2005 | Wenen          | Mikko Kärkkäinnen | Magnus Eliasson   | Richard Thomson             |
| 2006 | Oudenaarde     | Mikko Kärkkäinnen | Magnus Eliasson   | Stefan Adamsson             |
| 2007 | Rotterdam      | Mikko Kärkkäinnen | Magnus Eliasson   | Christian Wall              |
| 2008 | Fürth          | Mikko Kärkkäinnen | Magnus Eliasson   | Michael Dickert             |
| 2009 | Löhne          | Christoph Krenn   | Mikko Kärkkäinnen | Joey Schubert               |
| 2010 | Zoetermeer     | Mikko Kärkkäinnen | Christoph Krenn   | Ismo Rönkkö                 |
| 2011 | Wiener Neudorf | Calum Reid        | Jesper Ratzer     | Stefan Adamsson             |
| 2012 | Stockholm      | Stefan Adamsson   | Kasper Jønsson    | Jesper Ratzer               |
| 2013 | Zürich         | Jesper Ratzer     | Kasper Jønsson    | Calum Reid                  |
| 2014 | Guilford       | Jesper Ratzer     | Kasper Jønsson    | Stefan Adamsson             |
| 2016 | Fürth          |                   |                   |                             |

### Vrouwen enkel
| Jaar | Plaats         | Goud                | Zilver                   | Brons                  |
| ---- | -------------- | ------------------- | ------------------------ | ---------------------- |
| 2001 | Göteborg       | Katja Aminoff       | Lilian Druve             | Marina Finth           |
| 2002 | Göteborg       | Lilian Druve        | Susanna Lautala-Näykki   | Anneli Druve           |
| 2003 | Göteborg       | Lilian Druve        | Hanna Miestamo (Russila) | Susanna Lautala-Näykki |
| 2004 | Wenen          | Sarah McFadyen      | Lilian Druve             | Katy Buchanan          |
| 2005 | Wenen          | Lilian Druve        | Susanna Lautala-Näykki   | Silke Altmann          |
| 2006 | Oudenaarde     | Linda Jansson       | Hanna Miestamo           | Martina Kakosova       |
| 2007 | Rotterdam      | Martina Kakosova    | Michaela Björnström      | Linda Jansson          |
| 2008 | Fürth          | Michaela Björnström | Martina Kakosova         | Linda Jansson          |
| 2009 | Löhne          | Michaela Björnström | Marielle van der Woerdt  | Martina Kakosova       |
| 2010 | Zoetermeer     | Michaela Björnström | Natalie Lawrence         | Martina Kakosova       |
| 2011 | Wiener Neudorf | Zuzana Kubanova     | Nathalie Zeoli           | Silke Altmann          |
| 2012 | Stockholm      | Nathalie Zeoli      | Zuzana Kubanova          | Sarina Leibig          |
| 2013 | Zürich         | Nathalie Zeoli      | Sarina Leibig            | Marina Mezentzeva      |
| 2014 | Guilford       | Zuzana Kubanova     | Bettina Bugl             | Christine Seehofer     |
| 2016 | Fürth          |                     |                          |                        |

### Mannen dubbel
| Jaar | Plaats              | Goud                                | Zilver                              | Brons                                |
| ---- | ------------------- | ----------------------------------- | ----------------------------------- | ------------------------------------ |
| 2006 | Oudenaarde          | Mathias Fagerström/ Rickard Persson | Hendrik Hakansson/ Christian Wall   | Michael Dickert/ Christoph Krenn     |
| 2007 | Wiener Neudorf      | Michael Dickert/ Christoph Krenn    | Oliver Kudicke/ Petr Vesely         | Calum Reid/ Marcel Weigl             |
| 2008 | Londen              | Michael Dickert/ Christoph Krenn    | Marcel Weigl/ Mikko Kärkkäinen      | Rickard Persson/ Stefan Adamsson     |
| 2009 | Praag               | Mikko Kärkkäinen/ Ismo Rönkkö       | Oliver Kudicke/ Petr Vesely         | Michael Dickert/ Christoph Krenn     |
| 2010 | Zürich              | Michael Dickert/ Christoph Krenn    | Joey Schubert/ Alex Köpf            | Stefan Jezler/ Paul Twisterling      |
| 2011 | Milaan              | Mikko Kärkkäinen/ Ismo Rönkkö       | Christoph Krenn/ Michael Dickert    | Joey Schubert/ Alex Köpf             |
| 2012 | Sofia               | Kasper Jonsson/ Jesper Ratzer       | Niki Angelov/ Stelian Stankov       | Marcel Weigl/ Joey Schubert          |
| 2013 | Alphen aan den Rijn | Kasper Jønsson/ Jesper Ratzer       | Michi Dickert/ Christoph Krenn      | Thorsten Deck/ Markus Zeoli          |
| 2014 | Wrocław             | Kasper Jønsson/ Jesper Ratzer       | Michi Dickert/ Christoph Krenn      | Nikolay Angelov/ Stelian Stankov     |
| 2016 | Birkerød            | Kasper Jønsson/ Jesper Ratzer       | Christian Austaller/ Georg Stoisser | Thorsten Lentfer/ Christian Wiessner |

### Vrouwen dubbel
| Jaar | Plaats              | Goud                                       | Zilver                                      | Brons                                       |
| ---- | ------------------- | ------------------------------------------ | ------------------------------------------- | ------------------------------------------- |
| 2007 | Wiener Neudorf      | Jana Lubasova/ Radka Pelikanova            | Karin Geertsma/ Irene Seifert               | Agata Doroszkiewicz/ Krystyna Szwajkovska   |
| 2008 | Londen              | Martina Kakosova/ Linda Jansson            | Agata Doroszkiewicz/ Sylwia Borek           | Karolina Pechova/ Katerina Sodomkova        |
| 2009 | Praag               | Martina Kakosova/ Zuzana Kubanova          | Michaela Björnström/ Kerstin Peckl          | Eva Hrabina/ Rita Horvath                   |
| 2010 | Zürich              | Michaela Björnström/ Marielle v. d. Woerdt | Simone Seitz/ Eva Hrabina                   | Andrea Scharnagl/ Silke Altmann             |
| 2011 | Milaan              | Carina Björnström/ Michaela Björnström     | Magda Kaminska/ Marta Jez                   | Natalie Lawrence/ Kerstin Peckl             |
| 2012 | Sofia               | Zuzana Kubanova/ Simone Seitz              | Nicole Eisler/ Isabelle Tyrrell             | Anneli Andersson/ Lina Lindholm             |
| 2013 | Alphen aan den Rijn | Zuzana Kubanova/ Christine Seehofer        | Joyce Farro-Crouse/ Marielle Van Der Woerdt | Lilian Druve/ Sarina Leibig                 |
| 2014 | Wrocław             | Zuzana Kubanova/ Christine Seehofer        | Lieselot De Bleeckere/ Natalie Paul         | Bettina Bugl/ Lina Lindholm                 |
| 2016 | Birkerød            | Natalie Paul/ Christine Seehofer           | Amke Fischer/ Martina Meißl                 | Lieselot De Bleeckere/ Line Irby Nørregaard |

### Gemengd dubbelspel
| Jaar | Plaats              | Goud                                  | Zilver                                    | Brons                               |
| ---- | ------------------- | ------------------------------------- | ----------------------------------------- | ----------------------------------- |
| 2006 | Oudenaarde          | Katy Buchanan/ Calum Reid             | Lilian Druve/ Joachim Nilsson             | Natalie Lawrence/ David Greatorex   |
| 2007 | Wiener Neudorf      | Michaela Björnström/ Mikko Kärkkäinen | Zsofia Troznai/ Christoph Krenn           | Martina Kakosova/ Radim Socher      |
| 2008 | Londen              | Michaela Björnström/ Mikko Kärkkäinen | Linda Jansson/ Johan Porsborn             | Martina Kakosova/ Radim Socher      |
| 2009 | Praag               | Michaela Björnström/ Mikko Kärkkäinen | Katerina Sodomkova/ Petr Vesely           | Joyce Crouse/ Alwin Krist           |
| 2010 | Zürich              | Michaela Björnström/ Mikko Kärkkäinen | Marielle van der Woerdt/ Paul Twisterling | Anneli Andersson/ Stefan Adamsson   |
| 2011 | Milaan              | Marta Jez/ Joey Schubert              | Silke Altmann/ Alex Köpf                  | Agata Doroskiewicz/ Krystof Samonek |
| 2012 | Sofia               | Zuzana Kubanova/ Christoph Krenn      | Nathalie Zeoli/ Jesper Ratzer             | Zsofia Troznai/ Levente Nandori     |
| 2013 | Alphen aan den Rijn | Christoph Krenn/ Zuzana Kubanova      | Jesper Ratzer/ Nathalie Zeoli             | Peter Duyck/ Dawn Foxhall           |
| 2014 | Wrocław             | Natalie Paul/ Jesper Ratzer           | Lina Lindholm/ Kasper Jønsson             | Amke Fischer/ Stefan Adamsson       |
| 2016 | Birkerød            | Natalie Paul/ Jesper Ratzer           | Lina Lindholm/ Kasper Jønsson             | Amke Fischer/ Stefan Adamsson       |

### Nationale teams
| Jaar | Plaats              | Goud       | Zilver     | Brons      |
| ---- | ------------------- | ---------- | ---------- | ---------- |
| 2002 | Göteborg            | Zweden     | Finland    | Schotland  |
| 2003 | Göteborg            | Zweden     | Finland    | Schotland  |
| 2004 | Wenen               | Zweden     | Duitsland  | Engeland   |
| 2005 | Wenen               | Zweden     | Oostenrijk | Finland    |
| 2006 | Oudenaarde          | Zweden     | Oostenrijk | Duitsland  |
| 2007 | Rotterdam           | Zweden     | Duitsland  | Finland    |
| 2008 | Fürth               | Zweden     | Finland    | Oostenrijk |
| 2009 | Löhne               | Polen      | Oostenrijk | Finland    |
| 2010 | Wiener Neudorf      | Oostenrijk | Finland    | Duitsland  |
| 2011 | Milaan              | Finland    | Zweden     | Polen      |
| 2012 | Sofia               | Oostenrijk | Duitsland  | Zweden     |
| 2013 | Alphen aan den Rijn | Duitsland  | Oostenrijk | Zweden     |
| 2014 | Wrocław             | Zweden     | Denemarken | Oostenrijk |
| 2016 | Birkerød            | Denemarken | Oostenrijk | Zweden     |

### Medaillespiegel
N.B. Medaillespiegel is bijgewerkt tot en met de wereldkampioenschappen van 2014.
| Plaats | Land        | Goud · | Zilver · | Brons · | Totaal | Mannen | Mannen | Mannen | Mannen | Vrouwen | Vrouwen | Vrouwen | Vrouwen | Gemengd | Gemengd | Gemengd | Gemengd |
| Plaats | Land        | Goud · | Zilver · | Brons · | Totaal | Goud   | Zilver | Brons  | T      | Goud    | Zilver  | Brons   | T       | Goud    | Zilver  | Brons   | T       |
| 1      | Finland     | 18,5   | 12       | 6       | 36,5   | 8      | 2,5    | 2      | 12,5   | 5,5     | 5,5     | 1       | 12      | 5       | 4       | 3       | 12      |
| 2      | Zweden      | 17,5   | 13,5     | 18,5    | 49,5   | 5      | 8      | 9      | 22     | 4,5     | 2       | 6       | 12,5    | 8       | 3,5     | 3,5     | 15      |
| 3      | Oostenrijk  | 9      | 11,5     | 10      | 30,5   | 4      | 5      | 6      | 15     | 1,5     | 2       | 2       | 5,5     | 3,5     | 4,5     | 2       | 10      |
| 4      | Tsjechië    | 8      | 4        | 6       | 18     | 0      | 1      | 0      | 1      | 7       | 2       | 4       | 13      | 1       | 1       | 2       | 4       |
| 5      | Denemarken  | 5,5    | 6,5      | 1       | 13     | 5      | 4      | 1      | 10     |         |         |         |         | 0,5     | 2,5     | 0       | 3       |
| 6      | Duitsland   | 3,5    | 9,5      | 8,5     | 21,5   | 0      | 1,5    | 1,5    | 3      | 2       | 3       | 4,5     | 9,5     | 1,5     | 5       | 2,5     | 9       |
| 7      | Schotland   | 3      | 0,5      | 4,5     | 8      | 1      | 0      | 1,5    | 2,5    | 1       | 0,5     | 1       | 2,5     | 1       | 0       | 2       | 3       |
| 8      | Polen       | 1,5    | 2        | 3       | 6,5    |        |        |        |        | 0       | 2       | 1       | 3       | 1,5     | 0       | 2       | 3,5     |
| 9      | Nederland   | 0,5    | 3,5      | 1,5     | 5,5    | 0      | 0      | 0,5    | 0,5    | 0,5     | 2,5     | 0       | 3       | 0       | 1       | 1       | 2       |
| 10     | Engeland    | 0      | 1,5      | 3       | 4,5    |        |        |        |        | 0       | 1,5     | 0,5     | 2       | 0       | 0       | 2,5     | 2,5     |
| 11     | Hongarije   | 0      | 1        | 2       | 3      |        |        |        |        | 0       | 0,5     | 1       | 1,5     | 0       | 0,5     | 1       | 1,5     |
| 12     | Bulgarije   | 0      | 1        | 1       | 2      | 0      | 1      | 1      | 2      |         |         |         |         |         |         |         |         |
| 13     | België      | 0      | 0,5      | 0,5     | 1      |        |        |        |        | 0       | 0,5     | 0       | 0,5     | 0       | 0       | 0,5     | 0,5     |
| 14     | Canada      | 0      | 0        | 1       | 1      | 0      | 0      | 1      | 1      |         |         |         |         |         |         |         |         |
| 14     | Rusland     | 0      | 0        | 1       | 1      |        |        |        |        | 0       | 0       | 1       | 1       |         |         |         |         |
| 16     | Zwitserland | 0      | 0        | 0,5     | 0,5    | 0      | 0      | 0,5    | 0,5    |         |         |         |         |         |         |         |         |
| Totaal | Totaal      | 67     | 67       | 68      | 202    | 23     | 23     | 24     | 70     | 22      | 22      | 22      | 66      | 22      | 22      | 22      | 66      |